# Frontière entre le Brésil et l'Uruguay
La frontière entre le Brésil et l'Uruguay est la frontière séparant le Brésil au nord-est  et l'Uruguay au sud-est et est longue de 985 km.

## Description
La frontière, située à l'extrême sud du Brésil et au nord de l'Uruguay, s'étend sur 985 kilomètres, allant du tripoint Argentine-Brésil-Uruguay à l'ouest jusqu'à l'embouchure de l'Arroio Chuí à l'est. Elle suit principalement un axe nord-ouest/sud-est
Elle est en partie fondée sur des cours d'eau ; elle est matérialisée, dans sa partie ouest, par le Quaraí, affluent du fleuve Uruguay, et par la rivière Jaguarão dans sa partie est. Dans sa partie est, elle traverse sur plus de 120 km la lagune Mirim.
C'est la plus longue des deux frontières de l'Uruguay et la 3e plus petite des dix frontières du Brésil.

## Conflits territoriaux
L'Ilha Brasileira, petite île située sur le Quaraí, et le Rincão de Artigas sont sources de conflits entre les deux pays. Les deux territoires appartiennent au Brésil mais ont été revendiqués durant des décennies par l'Uruguay.